# Яблонська Галина Гілярівна
Гали́на Гілярівна Ябло́нська (нар. 2 січня 1928, Умань, нині Черкаської області) — українська актриса героїчного плану, громадська діячка, режисерка, сценаристка. Народна артистка УРСР (1982). Член Національної спілки театральних діячів України, актриса Національного академічного драматичного театру ім. Івана Франка, володарка театральної премії родини Амвросія Бучми «Бронек», президент Міжнародної Ліги «Матері і сестри — молоді України», художній керівник Героїчного театру «Пам'ять», авторка і фундаторка міжнародного проєкту-конкурсу «Тарас Шевченко єднає народи». Багаторічна голова журі Всеукраїнського відкритого конкурсу читців імені Тараса Шевченка.
Голова та член журі багатьох міських та всеукраїнських фестивалів і конкурсів шкільних театральних колективів. Посол миру (2004).

## Життєпис
Яблонська Галина Гілярівна — від народження Сіденко Галина Юхимівна, усиновлена Яблонським Гілярієм Антоновичем.
Виховувалась в акторській родині. На сцені грала з шестирічного віку. Дебютувала 1936 року на сцені Вінницького державного театру в ролі Топсі в п'єсі за романом «Хатина дядька Тома». Належить до когорти корифеїв сучасного українського театрального мистецтва. Має в репертуарі понад 150 ролей у театрі й кіно, у радіо- та телепостановках, що увійшли до літопису українського акторського мистецтва.
Виступала в обласних театрах Могильова-Подільського, Вінниці, Дніпра.

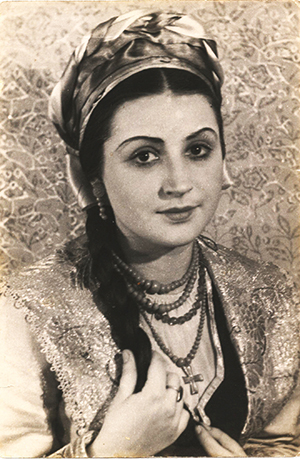
Галина Яблонська у виставі «Назар Стодоля», 1951

З 1951 року працює в Київському театрі ім. Івана Франка. Цьому театру акторка присвятила 70 років (станом на 15 лютого 2021 року). Співпрацювала з такими видатними діячами українського театру, як Г.Юра, А.Бучма, М.Крушельницький, В.Скляренко, С.Данченко. Створила багато сценічних образів, окремі вистави залишалися актуальними впродовж десятка років (виставу «Самотня леді» у постановці режисера Петра Ільченка, у якій Яблонська виконує роль літньої акторки Лесі Богданівни, зіграли більше ста разів — ювілейна, сота, припала на 19 лютого 2020 року). За виконання ролі ролі Лесі Богданівни 2014 року Галина Яблонська стала Лавреатом мистецької премії «Київ».
Протягом багатьох років пані Галина працювала на радіо й телебаченні. Багато хто пам’ятає її як диктора проєкту «Театр перед мікрофоном» (1986 - 1988 рр.), що провадився Національною радіокомпанією України.
У 2019 році увійшла до «Національного реєстру рекордів України» із формулюванням «Найтриваліший період виступу на театральній сцені — 83 роки».
Галині Яблонській належить ще один рекорд України – «Найбільша сумарна довжина вулиць, провулків, бульварів тощо, названих на честь Тараса Шевченка – 2 979 845 м». Рекорд обчислено в межах міжнародного проєкту «Тарас Шевченко єднає народи» завдяки спеціально розробленій комп’ютерній програмі (методика Анатолія Харченка). Офіційна реєстрація рекорду відбулася 24 червня 2019 року на Чернечій горі у Каневі.

## Громадська діяльність
Галина Яблонська провадить активну громадську діяльність. З початком державотворчих процесів в Україні мистецьку діяльність поєднує з активною участю у громадсько-політичному житті України. Як організатор і виконавиця проводила широкомасштабні акції — перед Референдумом щодо незалежності України, та здійснювала широку роз’яснювальну роботу серед населення України в 1996 р. про необхідність прийняття Конституції України.
Галина Яблонська провадить активну громадську діяльність. Популяризує українську мову, відкриває українцям цілу плеяду заборонених імен світочів нації, доносить правду про ключові історичні моменти, серед яких - Визвольна боротьба часів УНР (Герої Крут), Голодомор, «Розстріляне відродження», діячі ОУН (Олена Теліга, Олег Ольжич). Очолює мистецько-просвітницькі проєкти, патріотичні організації. Театралізовані літературно-мистецькі постановки (з 1996 року), здебільшого у військових частинах Збройних сил України, стали творчим зачином створення Героїчного театру «Пам’ять», який виховав цілу плеяду свідомих молодих офіцерів.
1993 року Галина Яблонська стає засновницею та президенткою Міжнародної Ліги «Матері і сестри – молоді України». З ініціативи молодіжного крила Ліги 2007 року було створено Героїчний театр «Пам'ять», незмінним художнім керівником, автором більшості сценаріїв та режисером-постановником  якого була Галина Яблонська, а директором – Василь Неволов. Основним напрямком діяльності очолюваної організації є мистецько-просвітницька робота в молодіжному середовищі з метою прищеплення молоді любові до своєї Держави, до рідної культури й мови, національних традицій та історії.
Як Голова комітету «Спілкування» Національної Ради жінок України, у яку з 2000 року входить МЛ «МІСМУ», співпрацює з багатьма громадськими організаціями, державними та військовими структурами. Особливою віхою діяльності Галини Яблонської є мистецько-патріотичне виховання майбутніх офіцерів ліцею імені Богуна.
Останнє десятиліття Галина Гілярівна присвятила активній міжнародній взаємодії, започаткувавши у 2016 році Міжнародний проєкт-конкурс «Тарас Шевченко єднає народи» за підтримки Національної Ради жінок України, державних інституцій, Товариства «Знання» України, Всеукраїнської інноваційної освітньої платформи «Сходи в Майбутнє» й багатьох інших організацій.
Вона активно підтримує воїнів, відвідує шпиталі та військові частини.

## Театральні ролі
На сцені зіграла понад 80 ролей:
- 1951 — «Назар Стодоля» Тараса Шевченка; реж. Амвросій Бучма — Галя (перша роль в Театрі ім. Івана Франка)
- 1959 — «Не судилось» Михайла Старицького — Катря
- 1961 — «Фараони» Олексія Коломійця; реж. Іван Казнадій — Катерина
- 1965 — «Безталанна» Івана Карпенка-Карого — Софія
- 1970 — «Маруся Богуславка» Михайла Старицького — Маруся
- 1978 — «Макбет» Вільяма Шекспіра; реж. Сергій Сміян — Леді Макдуф
- 1999 — «Шельменко-денщик Григорія Квітки-Основ'яненко»; реж. Петро Ільченко — Аграфена Семенівна
- 2010 — «Самотня леді» Ігоря Афанасьєва; реж. Петро Ільченко — Леся Богданівна[6][7]
- 2016 — «Таїна буття» Андрія Мая за мотивами п’єси Тетяни Іващенко; реж. Андрій Май — Ольга Хоружинська
- 2019 — «Сторонні серед нас» Аарона Бушковськи; реж. Петро Ільченко — Габрієль
- «Платон Кречет» Олександра Корнійчука — Ліда

## Фільмографія
- 1960 — Веселка — Ольга
- 1966 — Безталанна (фільм-вистава) — Софія
- 1967 — Не судилось (фільм-вистава) — Катря Дзвонаривна
- 1970 — Поступися місцем (фільм-вистава) — Кора
- 1972 — Рим, 17... — Ольга Аркадіївна
- 1980 — Поєдинок (фільм-вистава)
- 1994 — Геть сором! — епізод

## Відзнаки і нагороди
- 1960 — Заслужена артистка УРСР
- 1970 — Почесна грамота Президії Верховної Ради УРСР
- 1982 — Медаль «У пам'ять 1500-річчя Києва»
- 1985 — Медаль «Ветеран праці»
- 2003 — почесний нагрудний знак «Знак пошани» від Київського міського голови
- 2004 — Диплом «Посол миру» від Федерації всесвітнього миру в Україні.
- 2005 — Орден княгині Ольги ІІІ ступеня
- 2006 — Медаль «15 років Збройним Силам України» від Міністерства оборони України.
- 2006 — Медаль «За заслуги» від Спілки офіцерів України.
- 2007 — Орден княгині Ольги ІІ ступеня
- 2008 — Почесний диплом «Меценат року – за активну благодійну діяльність та вагому підтримку української культури, мистецтва, освіти і спорту» від Інституту творчості
- 2009 — Театральна премія родини А.М. Бучми «Бронек»
- 2012 — Орден Святої Великомучениці Варвари
- 2012 — Золота медаль «За трудові заслуги» від Торгово-промислової палати.
- 2013 — Орден княгині Ольги І ступеня[8]
- 2012 — «Жінка року» у номінації «Жінка-митець»
- 2014 — Лавреат мистецької премії «Київ» за виконання ролі Лесі Богданівни у виставі «Самотня леді».
- 2015 — Медаль «За жертовність і любов до України» від Української православної церкви Київського патріархату, указ Патріарха Київського І всієї Руси-України святійшого Філарета за №1824.
- 2015 —  Почесна Грамота Верховної Ради України за особливі заслуги перед Українським народом.
- 2015 — Почесна Грамота за активну участь у сприянні утвердження патріотичних засад серед особового складу Національної гвардії України та просвітницьку діяльність поступу «Мистецького спецназу».
- 2016 — Відзнака Президента України — ювілейна медаль «25 років незалежності України»[9]
- 2017 — Премія імені Марії Заньковецької
- почесні грамоти Кабінету міністрів України

## Цікаві факти
- Ім’я Галини Яблонської є серед тих, чию біографію включено до довідника «ЖИТТЯ СЛАВЕТНИХ» та видань Американського Біографічного Інституту
- В серпні 2021 року було зібрано перший урожай яблук «Галина Яблонська» (виведеного Мелітопольським центром природного землеробства)

## Фото
- Галина Яблонська

## Відео
- Життя і кохання самотньої леді
- Передача з Яворівським
- Самотня леді
- Самотня леді
- Про початок роботи в театрі
- Сторонні серед нас
- Презентація "Світ про Тараса Шевченка"